# Yasuo Takamori
Yasuo Takamori (n. 3 martie 1934, Prefectura Okayama, Japonia – d. 3 februarie 2016) a fost un fotbalist japonez, care a activat pe postul de fundaș.

## Statistici
| Japonia | Japonia | Japonia |
| An      | Meciuri | Goluri  |
| ------- | ------- | ------- |
| 1955    | 5       | 0       |
| 1956    | 3       | 0       |
| 1957    | 0       | 0       |
| 1958    | 4       | 0       |
| 1959    | 10      | 0       |
| 1960    | 1       | 0       |
| 1961    | 2       | 0       |
| 1962    | 3       | 0       |
| 1963    | 2       | 0       |
| Total   | 30      | 0       |